# Fidia Palla
Fidia Palla (Pietrasanta, 22 ottobre 1894 – Maggiano, 7 ottobre 1944) è stato un disegnatore, pittore e scultore italiano.

## Biografia
Nato da Ferdinando e Ida Cosetti, crebbe assieme ai fratelli maggiori Glauco e Spartaco e alle sorelle Ione, Fedora, Fortunata e Euterpe.
Fu iniziato alla scultura sin dall'infanzia dal padre, titolare e fondatore nel 1868 del laboratorio Ferdinando Palla, uno dei più importanti di Pietrasanta, che negli anni venti produsse principalmente opere a carattere religioso destinate al mercato americano.
Fidia frequentò dal 1905 l'Istituto di Belle Arti della sua città, Stagio Stagi (di cui il padre fu direttore dal 1904 al 1918), diplomandosi nel 1915 dove seguì anche gli insegnamenti degli scultori Antonio Bozzano e Giacomo Zilocchi e del pittore Giuseppe Viner, diplomandosi nel 1915. In questi anni, il giovane artista ottenne i primi riconoscimenti nei concorsi scolastici dedicati alle sezioni di Architettura e Figura.
Durante la prima guerra mondiale, nel 1914 fu chiamato alle armi con il ruolo di telegrafista, ma già l'anno successivo iniziarono una serie di licenze straordinarie culminanti nei primi mesi del 1918 con il congedo in quanto, come risulta dal foglio matricola, «inadatto alle fatiche della guerra». Il provvedimento fu repentinamente modificato (probabilmente grazie all'intervento del padre) e Fidia venne mandato per un semestre in territorio di guerra, esperienza che lo segnò profondamente. Sposò, contro il volere del padre, Alessandra Pasetti (detta Sandrina) nel 1919, dalla cui unione nacquero Ida, Maria Mirella e Ferdinando Mario. Nel 1921 ricevette una menzione speciale col bozzetto La luce presentato al Concorso per il Monumento ai Caduti della Patria indetto dal comune di Viareggio, vinto da Lorenzo Viani e Domenico Rambelli: il forte stampo classicheggiante e l'aver partecipato presentandosi col solo cognome, rimandano alla grande influenza stilistica che il padre ebbe sul figlio. Secondo i ricordi familiari, fu proprio Ferdinando a determinare la distruzione e l'oblio delle opere di Fidia nonostante il successo riscontrato dai visitatori, anche stranieri, della bottega di famiglia.
Con richiesta certificata dal Sindaco di Pietrasanta al Prefetto di Lucca e lontano da un modello di normalità imposto a quei tempi, nel 1924 - a causa delle sue stravaganze - fu internato nell'Ospedale Psichiatrico di Maggiano (a causa di «attacchi di delirio persecutorio che lo avrebbero reso ormai pericoloso»), dove restò per vent'anni, fino alla morte, venendo curato da Mario Tobino. Durante il periodo d'internamento, l'artista produsse centinaia di disegni a matita e scrisse molte lettere alla famiglia - probabilmente mai spedite - poi consegnate al fratello Spartaco dopo il decesso del fratello e in discendenza ereditaria conservate ora da Giulia Talini, nipote di Mario.
Tali disegni non datati (ad esclusione di una serie di 12 opere datate 1934 ritraenti scene di battaglia e momenti sul fronte della Grande Guerra, vissuti o immaginati), oltre ad essere testimonianza della quotidianità del ricovero, sono altresì importanti perché sono una rara documentazione visiva sia degli ospiti sia degli operatori e degli ambienti dell'ex istituto nella prima metà del Novecento. A queste scene, si aggiungono disegni di paesaggi e animali delle zone circostanti.

## Critica
Riscoperto in anni recenti grazie ad alcune mostre volute dal Comune di Pietrasanta, è stato inserito da Vittorio Sgarbi tra gli artisti esposti nel progetto itinerante Museo della Follia.

## Galleria d'immagini

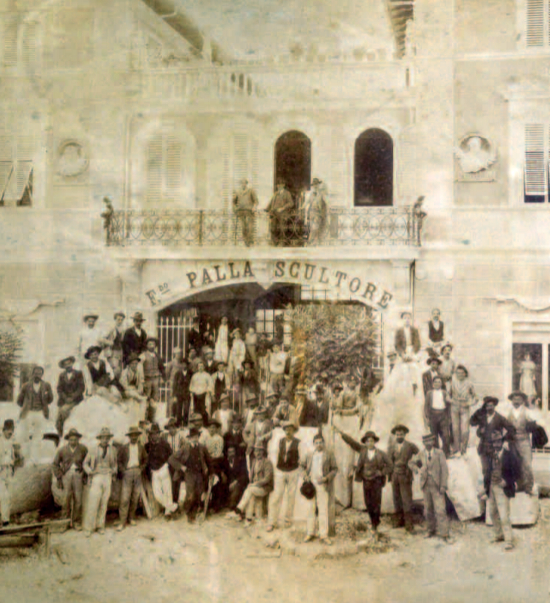
Il laboratorio di scultura della famiglia Palla a Pietrasanta, fotografia del 1870
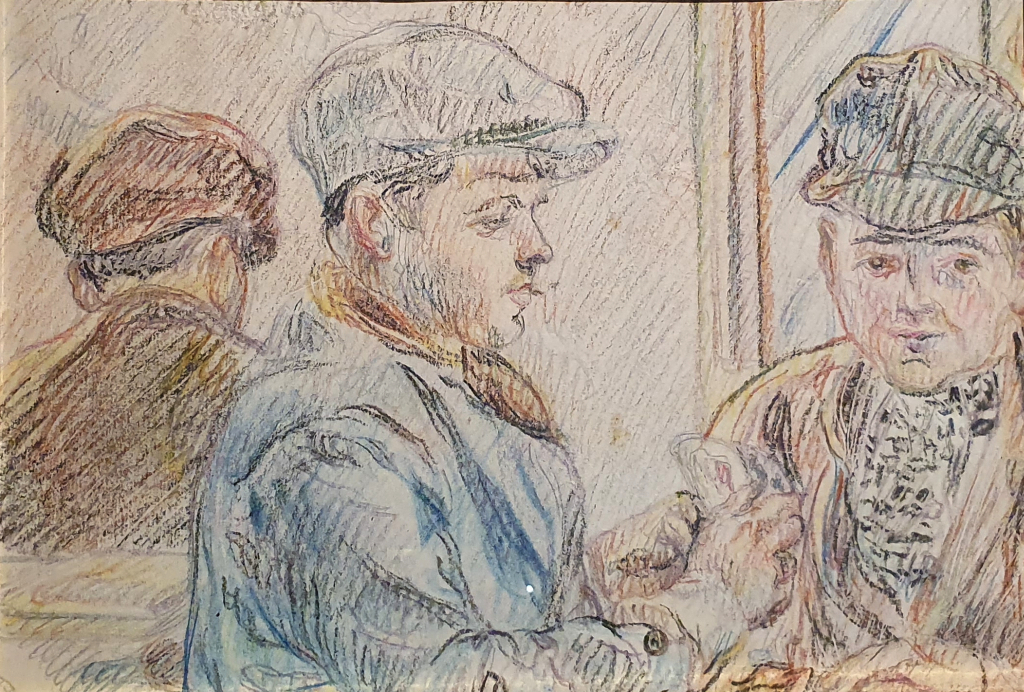
Giocatori di carte
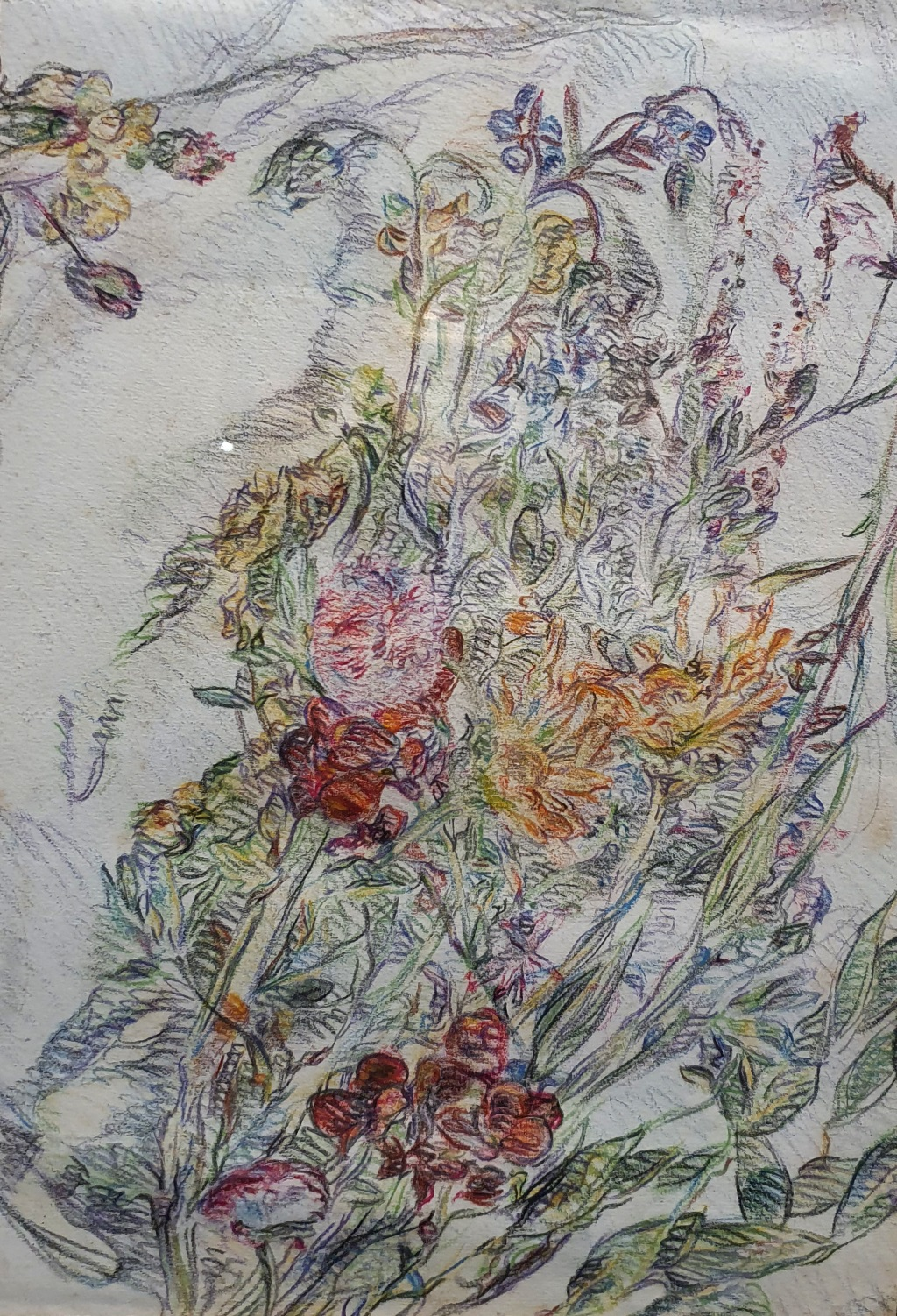
Mazzo di fiori